# Bulbophyllum uviflorum
Bulbophyllum uviflorum là một loài phong lan thuộc chi Bulbophyllum.
And they replied.;D;